# Vintilă Vodă
Vintilă Vodă là một xã thuộc hạt Buzău, România. Dân số thời điểm năm 2002 là 3413 người.